# 라포레 하라주쿠

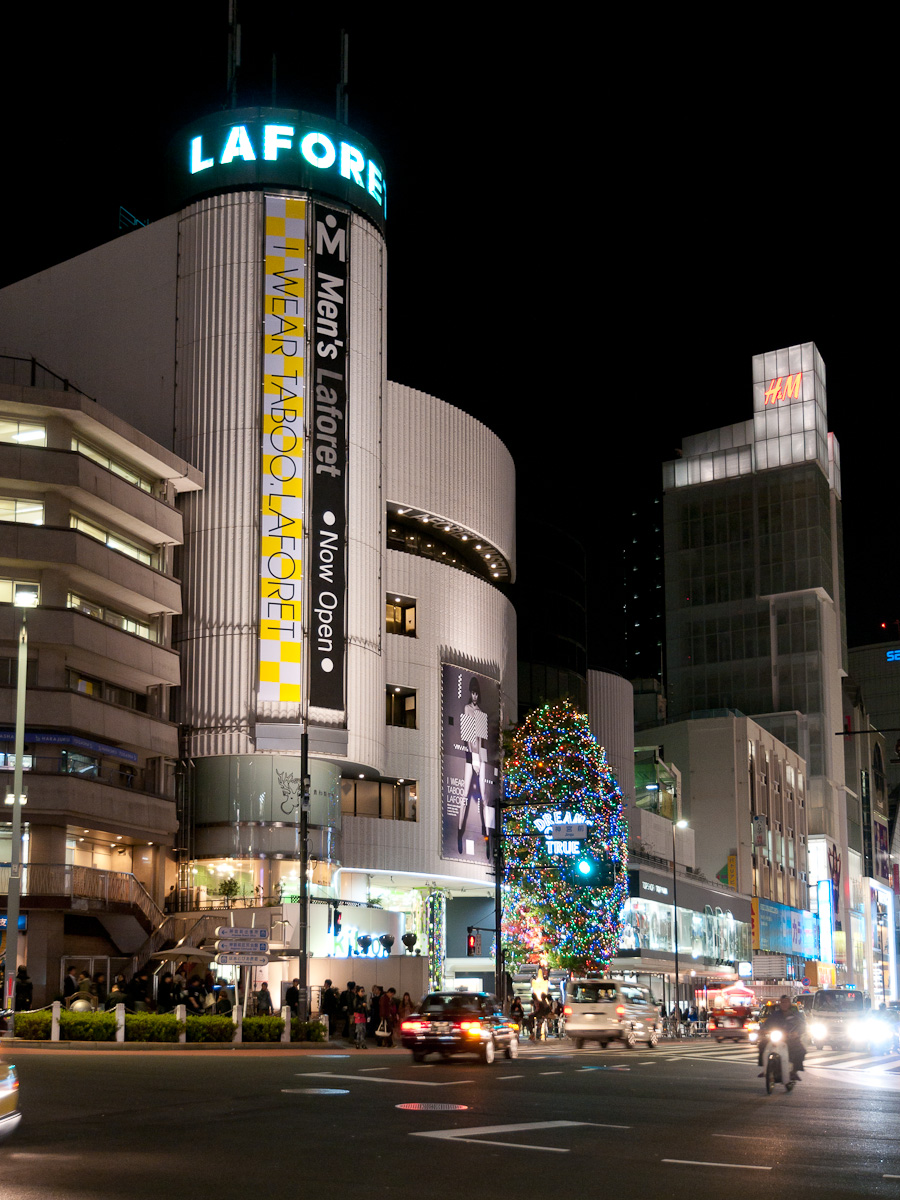
라포레 하라주쿠

라포레 하라주쿠(일본어: ラフォーレ原宿 ラフォーレはらじゅく[*], La Foret Harajuku)는 도쿄 오모테산도에 있는 쇼핑 센터이다. 모리 빌딩의 관련 기업인 모리 빌딩 유통 시스템 주식회사가 운영하고 있다. 도쿄 외에 서너 곳의 분점을 운영하였으나 2018년 기준으로는 모두 폐업하였다.

## 상세
1978년 10월 일본 도쿄의 오모테산도와 메이지도리, 진구마에 사거리 (시부야구 진구마에이초메) 지점에 지금의 지상 6층, 지하 2층 규모 건물이 준공되어, 청소년층을 위한 패션빌딩으로 개업하였다. 라포레 하라주쿠가 완공되기 이전에 이 자리에는 온덴산초메 (穏田三丁目)에 해당되던 곳으로, 사거리 쪽에는 제칠일안식일예수재림교회 소속 도쿄 중앙교회가, 그 북쪽 건너편에는 드라이브인 레스토랑 '루트 5' (ルート5)가 있었다.
개업 후 라포레는 그 일대의 랜드마크로 부상하여 패션 트렌드를 전파하는 곳으로 자리잡았으며, 이곳에서 수많은 젊은 패션 크리에이터와 기업가가 탄생하기도 했다. 뿐만 아니라 라포레는 독특한 이벤트를 기획하고 효과적인 광고활동으로 일본 내에서 화제가 되기도 하였다.
쇼핑센터의 이름이 된 '라 포레' (La Foret)는 프랑스어로 숲을 의미하며, 이는 라포레의 설치운영사였던 모리빌딩 (森ビル →일본어로 '모리'는 '숲')에서 유래하였다. 라포레 하라주쿠의 연면적은 15,672m², 부지면적은 2,776m²이다.

## 라포레 뮤지엄
본점 외에 모리빌딩 유통시스템 사가 운영하는 다목적 홀인 '라포레 뮤지엄' (ラフォーレミュージアム, La Foret Museum)이 라포레 하라주쿠 본점 6층과 롯폰기 퍼스트빌딩 등 총 2곳이 운영됐다. 라포레 뮤지엄 하라주쿠는 라포레 하라주쿠 개업 4주년이 된 1982년에 개업하였다. 1993년 롯폰기 퍼스트 빌딩 완공과 함께 '라포레 뮤지엄 롯폰기'를 개업하였다. 하지만 2016년 10월 31일부로 라포레 뮤지엄 롯폰기를 영업 종료한다고 밝혔다.

## 옛 점포
1983년 12월 일본 에히메현 마츠야마 시 마츠야마 중앙상가에 라포레 하라주쿠의 첫 지방점인 '라포레 마츠야마'가 개업하였다. 하지만 건물 노후화 등을 이유로 2008년 1월 27일부로 폐점하였다. 1993년에는 지역기업인 고쿠라 흥산 (小倉興産)이 42.1%의 자금출자로 기타큐슈시 고쿠라키타구 아사노에 '라포레 고쿠라'를 개업하였으나, 2007년 1월 28일부로 폐점하였다. 출자기업인 고쿠라 흥산은 그로부터 반년 전인 2006년 7월 아파맨숍 홀딩스 사에 흡수합병되었으며, 아파맨숍 홀딩스는 2012년 4월 기타큐슈시 만화박물관을 중심으로 만화와 애니메이션을 컨셉으로 삼은 빌딩인 '아루아루시티' (あるあるCity)를 리뉴얼 오픈하였다.
1994년에는 니가타현 니가타시의 복합빌딩 '넥스트 21'의 완공과 함께 '라포레 니가타'가 개업하였으며, 빌딩 내 지하 1층에서 지상 5층까지의 상업 시설 중 하나로 입점하였다. 영업 초기에는 마츠야마점, 오구라점에 이은 3호점이었으나 1996년을 정점으로 매출이 감소하였다. 2011년부터는 지상 1층부터 4층까지로 매장규모를 축소해 영업을 이어나갔으나 2016년 1월 31일부로 폐업하였다.